# Bwin

Logo-ul PartyPoker.com

bwin Interactive Entertainment AG (WBAG: BWIN), este o companie de bookmaking și pariere, formată în martie 2011 prin fuziunea dintre PartyGaming plc și Bwin Interactive Entertainment AG. Este cea mai mare agenție de pariuri din lume, și este cunoscută în special pentru camera de poker online PartyPoker.com și pentru brandul de pariuri sportive, Bwin (stilizat oficial bwin). Sediul companiei este în Gibraltar. PartyGaming Plc a fost fondată în 1997 prin lansarea Starluck Casino.
În ultimul deceniu Bwin a sponsorizat cluburi ca Real Madrid și AC Milan, iar din 2013 devine sponsorul oficial al clubului Olympique Marseille.
 Acest site de pariuri este interzis în România de ONJN.